# José María Vargas Vila

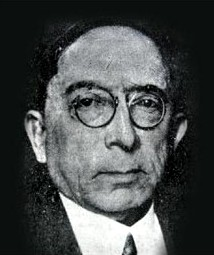
José María Vargas Vila

José María Vargas Vila (ur. 23 czerwca 1860 w Bogocie, zm. 23 maja 1933 w Barcelonie) – kolumbijski pisarz.
Jego najpopularniejsze dzieła to: Flor de Fango (1895), Ibis (1900) i La Muerte del Cóndor (1914).
Był jednym z najbardziej kontrowersyjnych pisarzy początku XX wieku w Ameryce Łacińskiej. Charakteryzował się swoimi wolnościowymi ideami. Vargas Vila konsekwentnie sprzeciwiał się klerowi. Był anarchistą, przez co ówczesny prezydent Kolumbii, Rafael Núñez wyznaczył nagrodę za głowę Vargasa.

## Dzieła
Dzieło Vargasa Vila jest niezwykle obszerne i zawiera około stu tytułów. W niektórych przypadkach nie jest łatwo określić z dokładnością daty publikacji, jako że istnieją wielokrotne edycje tych samych utworów. Poniżej umieszczona jest przybliżona lista większości z jego utworów.
Umieszcza się tytuł utworu, a następnie rok, w którym została wydana.
Znak zapytania (?) wskazuje na wątpliwości odnośnie do daty wydania.
- Aura o las violetas, 1887
- Pasionarias, álbum para mi madre muerta, 1887
- Emma, Maracaibo, 1888
- Aura o las violetas; Emma; Lo irreparable, 1889
- Lo irreparable, 1889
- Los Providenciales, 1892
- Flor de fango, 1895
- Ibis, 1900
- A la hora del crepúsculo, 1900 (?)
- Alba roja, París, 1901
- Las rosas de la tarde, 1901
- Ante los bárbaros: el Yanki. He ahí el enemigo, 1902
- Copos de espuma, 1902
- Los divinos y los humanos, 1904
- La simiente, París, 1906
- Laureles rojos, 1906
- El canto de las sirenas en los mares de la historia, 1906 (?)
- Los Césares de la decadencia, 1907
- El camino del triunfo, 1909
- La república romana, 1909
- La conquista de Bizancio, 1910
- La voz de las horas, 1910
- Hombres y crímenes del Capitolio, 1910 (?)
- El ritmo de la vida: motivos para pensar, 1911
- Huerto agnóstico;; Cuadernos de un solitario, 1911
- Rosa mística; mes nouvelles, 1911
- Ibis, 1911 (?)
- Políticas e históricas (páginas escogidas), 1912
- El imperio romano, 1912 (?)
- Archipiélago sonoro, poemas sinfónicos, 1913
- Ars-verba, 1913
- En las zarzas del Horeb, 1913
- El alma de los lirios, 1914
- El rosal Pensante, 1914
- La muerte del cóndor; del Poema de la tragedia y de la historia, 1914
- Los parias, 1914
- Verbo de admonición y de combate, 1914
- Pretéritas, Prólogo de R. Palacio Viso, 1915
- Clepsidra roja, 1915 (?)
- En las cimas, 1915 (? )
- La demencia de Job, 1916
- Prosas selectas. 1916
- María Magdalena, 1916 (?)
- Ante los bárbaros (los Estados Unidos y la Guerra) el yanki: he ahí el enemigo 1917
- El cisne blanco (novela psicológica), 1917
- Eleonora (novela de la vida artística), 1917
- Los discípulos de Emaüs (novela de la vida intelectual), 1917
- María Magdalena; novela lírica, 1917
- Rubén Darío, 1917.
- El huerto del silencio, 1917 (?)
- Horario reflexivo, 1917 (?)
- Los estetas de Teópolis, 1918
- Páginas escogidas, 1918
- La ubre de la loba, Barcelona, 1918 (?)
- El minotauro, 1919
- Cachorro de león (novela de almas rústicas), 1920
- De los viñedos de la eternidad, 1920
- De sus lises y de sus rosas, 1920
- El final de un sueño, 1920
- Libre estética, 1920
- Salomé, novela poema, 1920
- Belona dea orbi, 1921
- El huerto del silencio, 1921
- Prosas-laudes, Barcelona, 1921
- Gestos de vida, 1922
- Mis mejores cuentos, 1922
- Saudades tácitas, 1922
- Némesis, 1923
- Antes del último sueño (páginas de un vademécum), 1924
- Mi viaje a la Argentina; odisea romántica, 1924 (?)
- La cuestión religiosa en México, 1926
- Los Soviets, 1926
- Odisea romántica; diario de viaje a la República Argentina, 1927
- Dietario crepuscular, 1928
- La novena sinfonía, 1928 (?)
- Lirio negro. Germania, 1930
- Lirio rojo. Eleonora, 1930
- Sobre las viñas muertas, 1930
- Tardes serenas, 1930
- Lirio blanco. Delia, 1932
- El maestro, 1935
- El joyel mirobolante (desfile de visiones), 1937.
- José Martí: apóstol-libertador, 1938.
- El sendero de las almas: novelas cortas, bdw.
- Históricas y Políticas, bdw.
- Poemas sinfónicos, Barcelona, bdw.
- Polen lírico, conferencias, bdw.
- Sombras de Águilas, bdw.